# Akaki Tsereteli
Prins Akaki Tsereteli (georgiska: აკაკი წერეთელი), född 9 juni 1840 i Schvitori i Imeretien, död 26 januari 1915 i Satjchere, var en framstående georgisk poet och frontfigur i den nationella befrielserörelsen.

## Biografi
Akaki Tsereteli föddes den 9 juni 1840 i byn Schvitori (nu en del av Satjchere) i Georgien (dåvarande ryska imperiet) till den adliga familjen Tsereteli.
Hans far var prins Rostom Tsereteli. År 1850 började Tsereteli studera vid Kutaisis gymnasium och graduerade därifrån två år senare. Vid Sankt Petersburgs universitet studerade han fram till år 1863 vid fakulteten för orientaliska språk.
Prins Akaki Tsereteli var en nära vän till prins Ilia Tjavtjavadze, en georgisk intellektuell ungdomsrörelseledare. Den unga vuxna generationen av georgier på 1860-talet, ledda av Tjavtjavadze och Tsereteli, protesterade mot Tsarregimen och kämpade för kulturell återuppväckelse och ett georgiskt självbestämmande.
Tsereteli står bakom hundratals patriotiska, historiska, lyriska och satiriska dikter och även humoristiska berättelser och en självbiografisk novell. Tsereteli var även aktiv inom utbildning, journalistik och teater. Den berömda georgiska folksången Suliko är baserad på Akaki Tseretelis text.
Akaki Tsereteli avled den 26 januari 1915 i Satjchere och ligger begraven vid Mtatsminda pantheon i Tbilisi.
Akaki är far till den rysk-georgiske operaentreprenören Aleksej Tsereteli (född 1864 i Sankt Petersburg, död 1942 i Paris). 

## Verk
- Akaki R. Tsereteli: Basi-Acuki/ 4 3000. Pk-Lehrdruckerei, Berlin 1944
- Akaki Tsereteli: Gamzrdeli. namdvili ambavi. Nakaduli, Tbilisi 1957
- Akaki Tsereteli: C'veni saunje. Rc'euli. Tbilisi 1960
- Akaki Tsereteli: T'ornike Erist'avi. Nakaduli. Tbilisi 1971
- Akaki Tsereteli: Basi-Ac'uki. Nakaduli. Tbilisi 1982
- Akaki R. Tsereteli: Lirika. Merani, Tbilisi 1990
- Akaki Tsereteli: Ert'oba c'vent'vis taxtia. Nakaduli, Tbilisi 1991, ISBN 5-525-00165-9
- Akaki Tsereteli: Aus meinem Leben. Manesse Verlag, Zürich 1990 - ISBN 3-7175-8167-8